# Azerbajdzjan i Eurovision Song Contest 2016

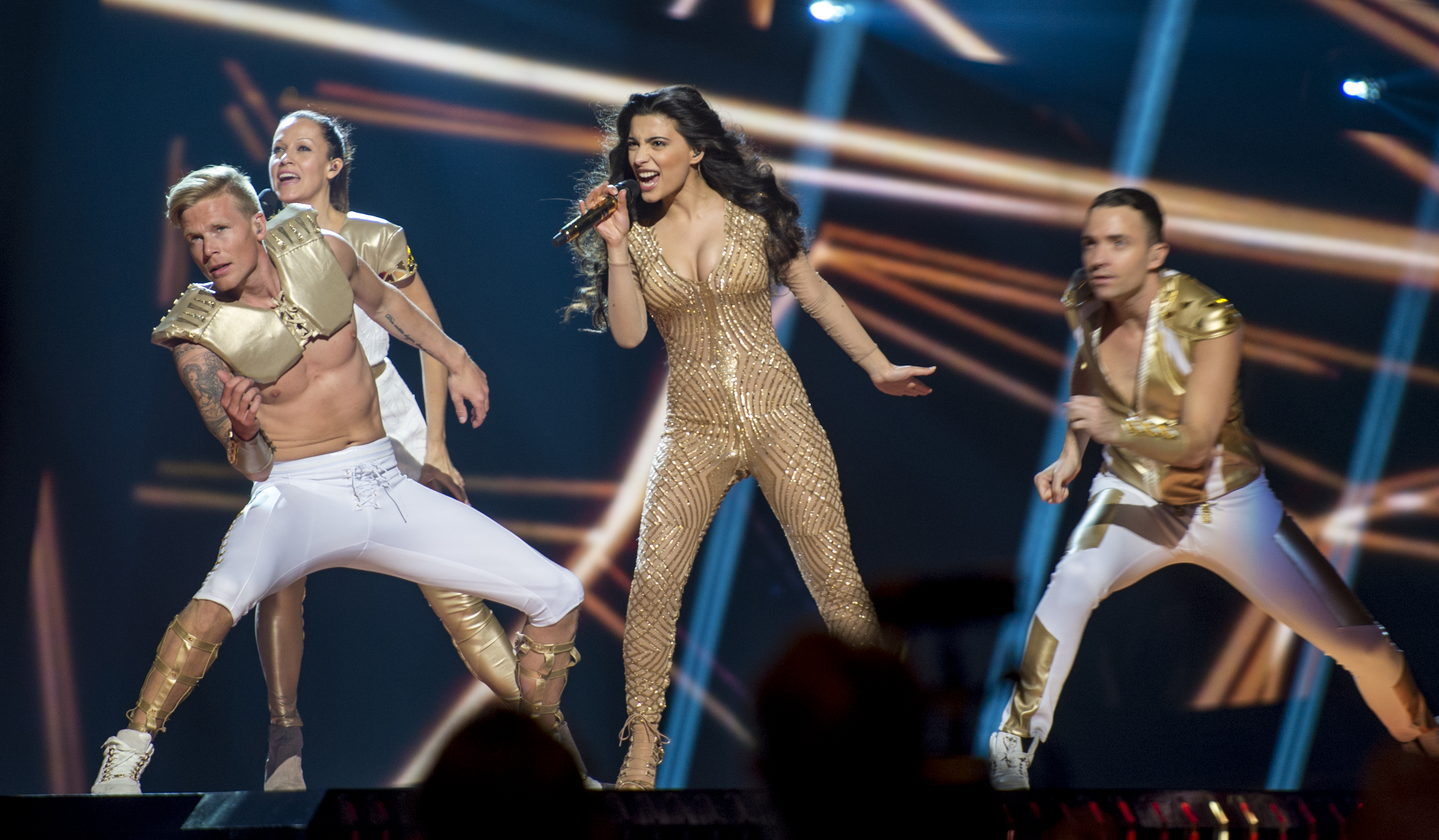
Samra representerade Azerbajdzjan under Eurovision Song Contest 2016 i Stockholm.

Azerbajdzjan deltog i Eurovision Song Contest 2016 i Stockholm, Sverige. Landet representerades av Samra med låten "Miracle".
Den 29 januari meddelade ITV att man kommer att välja sitt bidrag internt den 14 mars. Men artist och låt presenterades 10 mars.. 

## Under Eurovision
Azerbajdzjan deltog i den första semifinalen, och de tog sig vidare. I finalen hamnade de på en 17:e plats med 117 poäng.